# Paramutatie

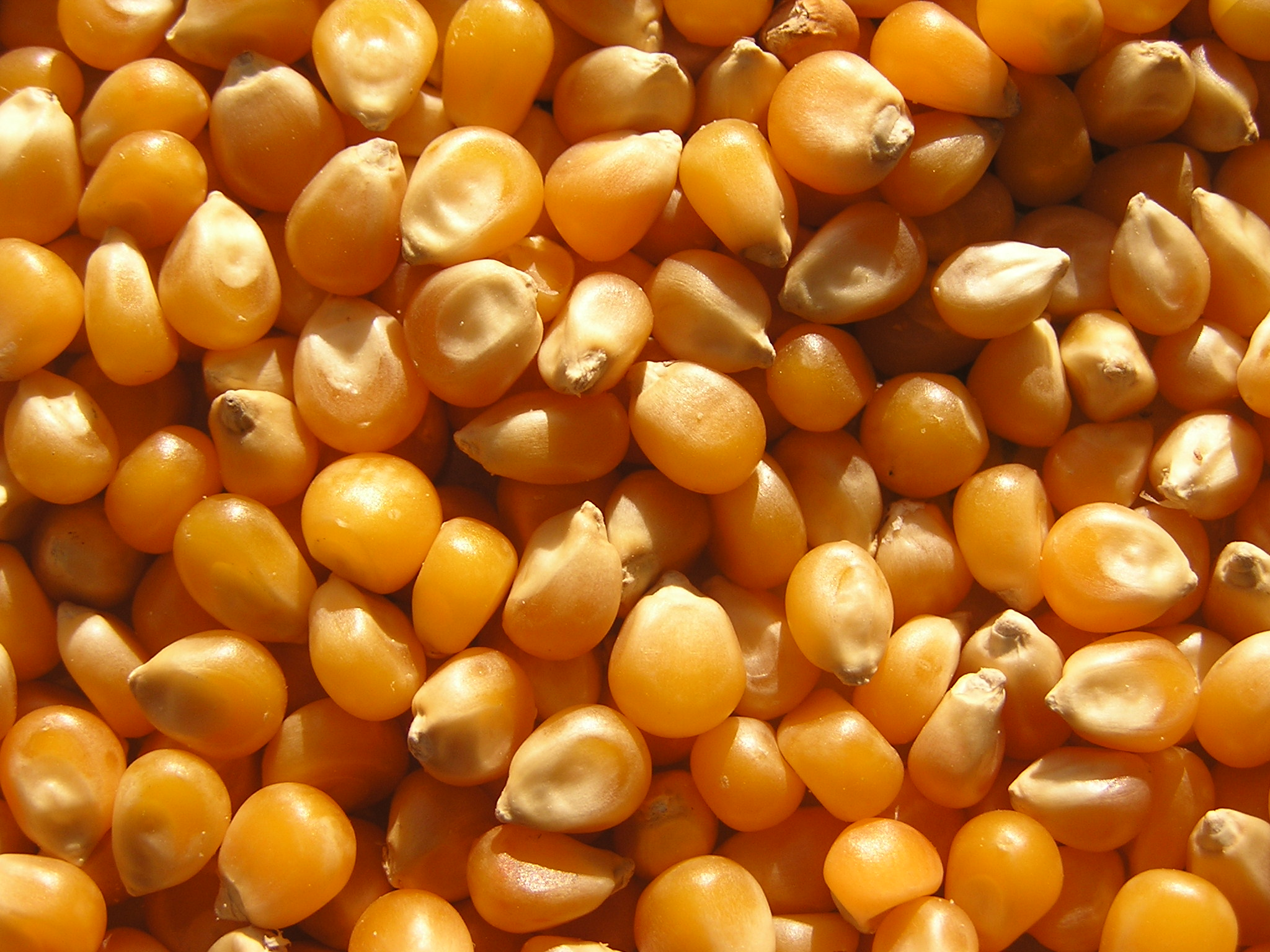
Paramutaties werden ontdekt door het effect dat ze hebben in de kleur van maïskorrels.

Een paramutatie is een interactie tussen twee allelen op één locus, waarbij het ene allel een erfelijke verandering veroorzaakt in het andere allel. Deze verandering is vaak een DNA-methylering of een histon-modificatie; paramutaties zijn dan ook niet genetisch, maar epigenetisch van aard. Het allel dat de verandering veroorzaakt wordt paramutageen genoemd, en het allel dat de epigenetische verandering ondergaat noemt men paramutabel. Een paramutabel allel kan een geheel andere mate van genexpressie vertonen. Nakomelingen kunnen deze veranderde genexpressie overerven, zelfs wanneer het paramutagene allel niet langer aanwezig is. Paramutaties zijn hiermee een verklaring voor organismen die hetzelfde genoom hebben, maar drastisch verschillen in fenotype.
Paramutaties zijn voornamelijk bestudeerd in maïsplanten, maar ze zijn ook in een aantal andere organismen ontdekt, waaronder dieren zoals Drosophila melanogaster en muizen. Ondanks dat paramutaties bij zeer uiteenlopende organismen voorkomen zijn er maar weinig voorbeelden van dit fenomeen bekend en is het mechanisme ervan nog niet geheel opgehelderd.